# Ceropegia gypsophila
Ceropegia gypsophila är en oleanderväxtart som beskrevs av Mats Thulin. Ceropegia gypsophila ingår i släktet Ceropegia och familjen oleanderväxter. Inga underarter finns listade i Catalogue of Life.